# Салливан, Джозеф
Джозеф Салливан (англ. Joseph Sullivan; 11 апреля 1987, Рангиора, Новая Зеландия) — новозеландский спортсмен, Олимпийский чемпион в академической гребле (лодка-парная двойка) 2012 года,  Двукратный чемпион мира 2010 и 2011 годов. Большинства побед, включая Олимпийское золото и все звания чемпиона мира, выиграл вместе со своим соотечественником — Нэтаном Коэном.